# Puff (möbel)

Puff med broderade blommor från 1800-talet, Hallwylska museet.

En puff eller sittpuff (från franskans pouf) är en typ av låg klädd pall som huvudsakligen består av en stor dyna med styv ram, utan ben eller endast med korta ben. Puffen är i allmänhet stoppad upptill och kan ibland ha ett lock med förvaring inuti.
Puffen kan användas som sittmöbel, som fotpall tillsammans med en större sittmöbel, eller som ett lågt bord.